# プロヴァイダー (補給艦)
プロヴァイダー（英語: HMCS Provider (AOR 508)）とは、カナダ海軍の補給艦であり、同国が初めて独自に設計した補給艦である。

## 概要
1961年から建造が開始され、1963年に就役した。本艦は、すぐ後に建造されるプロテクチュール級補給艦の試作艦としての側面もあった。
本艦は艦固有の兵装こそないものの、艦載ヘリコプターのCH-124 シーキングは対潜戦能力を有しており、艦内にはMk.46短魚雷の弾薬庫も備えられている。
1998年に退役し、2003年に解体された。